# Pissotte
Pissotte ist eine französische Gemeinde mit 1.144 Einwohnern (Stand: 1. Januar 2022) im Département Vendée in der Region Pays de la Loire; sie ist Teil des Arrondissements Fontenay-le-Comte und des Kantons Fontenay-le-Comte. Die Einwohner werden Pissottais genannt.

## Geografie
Pissotte liegt etwa 32 Kilometer nordwestlich von Niort und etwa 50 Kilometer ostsüdöstlich von La Roche-sur-Yon im Weinbaugebiet Fiefs Vendéens. Der Vendée begrenzt die Gemeinde im Osten. Umgeben wird Pissotte von den Nachbargemeinden Bourneau im Norden, Mervent im Osten und Nordosten, L’Orbrie im Osten, Fontenay-le-Comte im Süden, Longèves im Südwesten sowie Sérigné im Westen.

## Bevölkerungsentwicklung
| Jahr                      | 1962 | 1968 | 1975 | 1982 | 1990 | 1999 | 2006 | 2013 |
| Einwohner                 | 841  | 817  | 863  | 1068 | 1090 | 1101 | 1169 | 1141 |
| Quelle: Cassini und INSEE |      |      |      |      |      |      |      |      |